# Gare d’Ambérieu
Gare d’Ambérieu vasútállomás Franciaországban, Ambérieu-en-Bugey településen.

## Vasútvonalak
Az állomást az alábbi vasútvonalak érintik:
- Lyon–Genf-vasútvonal
- Mâcon-Ambérieu-vasútvonal

## Kapcsolódó állomások
A vasútállomáshoz az alábbi állomások vannak a legközelebb:
- Gare de Saint-Rambert-en-Bugey
- Gare de Beynost
- Gare de Tenay - Hauteville
- Gare de Lyon-Part-Dieu
- Gare de Meximieux - Pérouges
- Gare d’Ambronay - Priay